# آرام کارامانوکیان
آرام کارامانوکیان (ارمنی: Արամ Գարամանուկեան؛ زاده ۱ مهٔ ۱۹۱۰ – درگذشته ۲۳ دسامبر ۱۹۹۶) سپهبد نیروی زمینی سوریه بود. وی همچنین عضو مجلس خلق سوریه نیز بود. وی مؤلف چندین نیز کتاب نیز می‌باشد. بخاطر تحقیقات و خدمات نظامی خویش، کارامانوکیان مدال‌هایی از سوی مصر، ارمنستان، لبنان، سوریه و فرانسه دریافت نموده‌است.

## زندگی‌نامه
از والدینی به نام های هاکوب کارامانوکیان و ماریام لیلاکیان در ۱ مهٔ ۱۹۱۰ در غازی عینتاب به دنیا آمد و از مدرسه نظامی سن-سیر فارغ‌التحصیل شد. کارامانوکیان با هاسمیک مغریگیان ازدواج نمود. وی همچنین برندهٔ جوایزی همچون لژیون دونور (افسر) و لژیون دونور (افسر بزرگ) شده‌است. وی در ۲۳ دسامبر ۱۹۹۶ در سن ۸۶ سالگی در فورت لی، نیوجرسی درگذشت.